# Florin Laubenthal

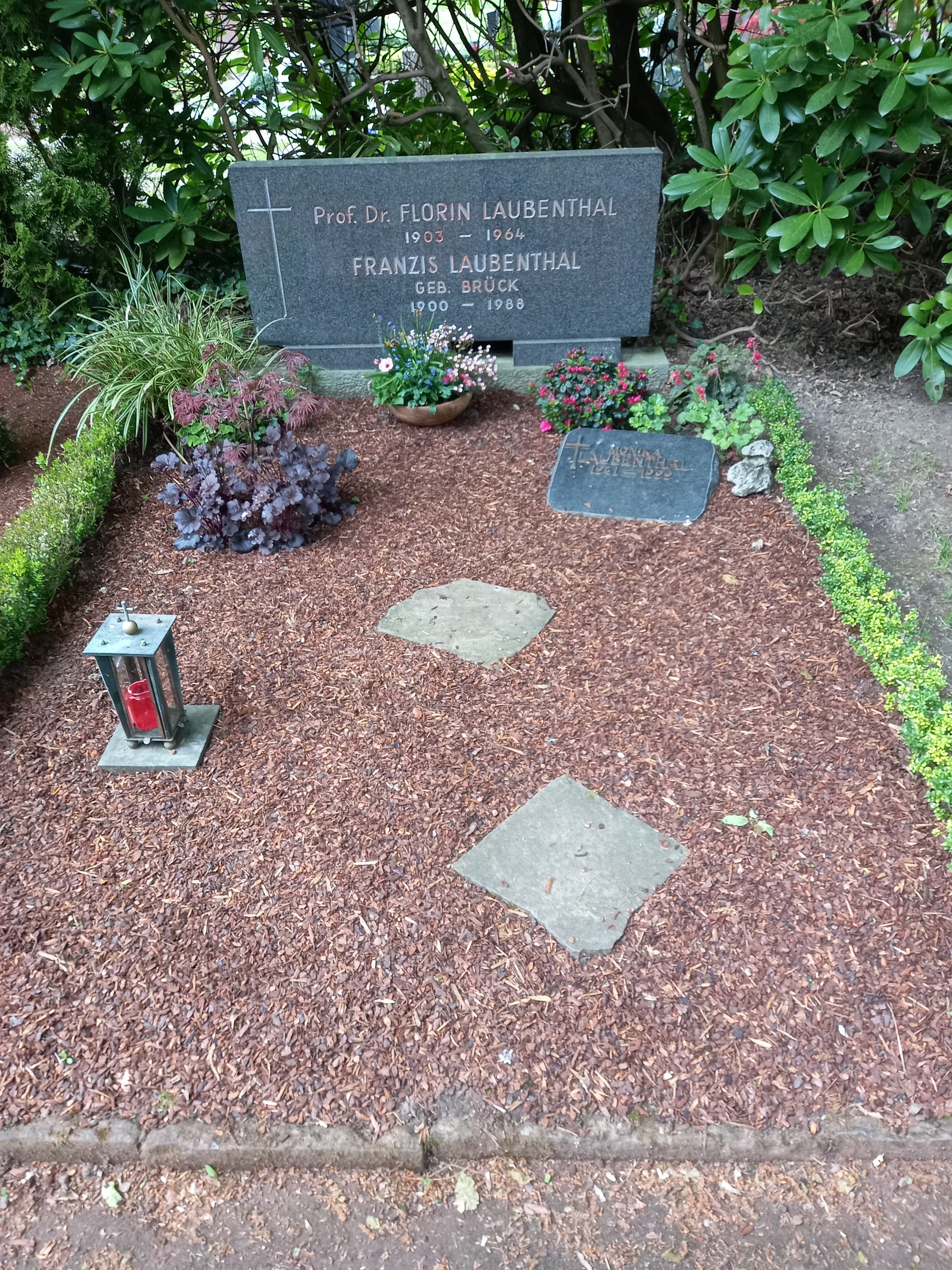
Das Grab von Florin Laubenthal und seiner Ehefrau Franzis geborene Brück auf dem Friedhof Bredeney in Essen

Florin Laubenthal (* 22. Oktober 1903 in Mayen; † 16. August 1964 in Essen) war ein deutscher Nervenarzt.

## Werdegang
Laubenthal studierte von 1922 bis 1927 an den Universitäten Bonn und München. 1929 wurde er in Bonn zum Dr. med. promoviert. Dort habilitierte er sich auch 1937 für Neurologie und Psychiatrie. Ab 1938 lehrte er als Dozent und ab 1944 als außerplanmäßiger Professor für Neurologie und Psychiatrie an der Universität Bonn. 1947 wurde er stellvertretender Leiter und Chefarzt der städtischen Nervenklinik in Essen. 1963 wurden die Essener Städtischen Krankenanstalten zur medizinischen Fakultät der Universität Münster erhoben und Laubenthal wurde als Chefarzt der Nervenklinik Ordinarius (ordentlicher Professor) für Neurologie und Psychiatrie am Klinikum Essen der Universität Münster. Er starb 1964 im Alter von 60 Jahren an Lungenkrebs.
1941 gab Laubenthal  im Georg Thieme Verlag das Lehrbuch Leitfaden der Neurologie heraus. Im Geleitwort zu dem Buch hebt er die neurologische Untersuchung als Basis zur Durchsetzung des Gesetzes zur Verhütung erbkranken Nachwuchses heraus, verweist auf die eugenischen Rassengesetze und die Bedeutung von Erbkrankheiten in der Neurologie („erbpflegerische Fragestellungen“).

## Werke
- Zur Pathologie des Raumerlebens, unter besonderer Berücksichtigung des Sehraums. J. Springer, Berlin 1938.
- Leitfaden der Neurologie. Georg Thieme Verlag, Leipzig 1941.
- Hirn und Seele: Ärztliches zum Leib-Seele-Problem. O. Müller, Salzburg 1953.
- Sucht und Missbrauch: Ein kurzgefasstes Handbuch für Ärzte, Juristen, Pädagogen. Thieme, Stuttgart 1964.